# Necydalis gigantea
Necydalis gigantea är en skalbaggsart. Necydalis gigantea ingår i släktet stekelbockar, och familjen långhorningar.

## Underarter
Arten delas in i följande underarter:
- N. g. gigantea
- N. g. akiyamai